# Corydalus cornutus
El acolote (en náhuatl: Acolótl ‘Alacrán de agua’‘atl, agua; colotl, alacrán’), manfe o patudo (Corydalus cornutus) es una especie de insecto megalóptero acuático grande de la familia Corydalidae y la  subfamilia Corydalinae, que se distribuye en cuerpos de agua de América del Norte y Colombia. Son utilizados por los pescadores como cebo.

## Distribución
Se encuentra en la mayor parte del este de América del Norte en regiones con corrientes rápidas, por lo general, se encuentra cerca de los arroyos no contaminados y de flujo rápido en los que se desarrollan sus larvas.
Se tienen en cuenta en los estudios ambientales de calidad de aguas, la presencia de larvas de estos insectos indican agua de buena calidad. 

## Descripción
Son insectos que tienen desarrollo holometábolo (aquel que pasa por las fases de huevo, larva, pupa y adulto).
Los huevos son grises y cilíndricos, de 1,4 mm de largo y 0,5 mm de ancho (de tamaño cercano al de una moneda). Se colocan en grupos de entre cien a mil, apilados en tres capas. La pila de huevos está protegida por un líquido transparente que al secarse toman color blanco y es aplicado por la hembra con la punta de su abdomen. Se dice que la masa de huevos se parece bastante al excremento de un pájaro.
Las larvas son de color marrón claro con una cubierta de diminutas microespinas de color marrón oscuro. El tórax tiene tres pares de patas y cada segmento está cubierto por una placa dorsal resistente de color oscuro. Estas pueden alcanzar de 7 cm hasta 8 cm de longitud en su madurez. Se caracterizan por poseer de siete a ocho filamentos laterales abdominales. Estas poseen racimos de branquias traqueales bajo los filamentos. Además de filamentos laterales y branquias traqueales, las larvas presentan espiráculos para el intercambio gaseoso a partir de aire atmosférico, lo cual les confiere mayor resistencia a la desecación temporal del hábitat. Hay dos propatas en la punta del abdomen, cada una con un filamento dorsal y un par de ganchos terminales para ayudar a las larvas a anclarse al sustrato. Las mandíbulas son poderosas y muy esclerotizadas.
Las pupas son de color naranja con manchas oscuras en la parte superior del abdomen y están cubiertas de cerdas diminutas. Las extremidades, alas y antenas en desarrollo se proyectan fuera de la cubierta de la pupa. Esta surge de la prepupa, una larva que abandona el medio acuático que construye una cámara pupal cerca del agua bajo un sustrato.
Los adultos son insectos grandes de hasta 14 cm de largo con una envergadura de hasta 12,5 cm, Los machos poseen mandíbulas modificadas a manera de colmillo que aumentan su longitud en función de su tamaño tienen forma de hoz y miden hasta 4 cm de largo, la mitad del largo del cuerpo. Las hembras tienen mandíbulas cortas y poderosas de un tamaño similar a las de la larva. Las antenas son largas y segmentadas y las alas grisáceas translúcidas, con muchas venas, a menudo están moteadas con puntos blancos. Cuando está en reposo, las alas se pliegan planas sobre la espalda del insecto y se extienden más allá del abdomen.

## Ciclo de vida

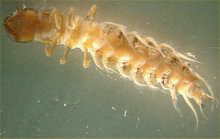
Larva de Corydalus cornutus

Después de la cópula, las hembras buscan un substrato adecuado, como una pared rocosa, una roca por donde corre un río, un tronco, hojas de ramas o follaje colgante que quedan sobre el agua, donde ovipositan masas de huevos, las larvas al eclosionar penetran al agua y se dirigen a una sección de flujo rápido con un fondo pedregoso como la hojarasca y en otros sustratos como hojarasca, musgo o un tronco, en la noche una o dos semanas después, Estas larvas son depredadoras generalistas, se esconden debajo de las piedras, atrapando y comiendo invertebrados de cuerpo blando y al menos en cautiverio, también se alimentan de carroña. Crecen lentamente (su periodo de desarrollo puede durar desde alrededor de un año hasta tres años), mudan la piel de diez a doce veces y alcanzan una longitud de hasta 9 cm. Al término de su desarrollo, las larvas de último estadio o prepupas, abandonan el medio acuático y viajan hasta 15 m en busca de un lugar adecuado para construir una celda bajo una roca, un tronco u hojarasca. Cada uno cava un hoyo en suelo húmedo y prepara una pequeña cámara de paredes lisas, y después de una etapa prepupal de unos pocos días, muda su piel y empupa. En algunas áreas, los adultos emergen en siete a catorce días durante el verano pero en otras áreas pasan el invierno como pupas. Al emerger, cavan su camino hacia la superficie. No se cree que se alimenten como adultos, sino que pasan su tiempo en una densa vegetación cerca de los arroyos. Son más activos durante la noche y se sienten atraídos por las luces. Se aparean y ponen sus huevos, por lo general mueren en una semana, así mismo, no se alimentan y tienen un vuelo relativamente lento, aunque sí beben agua y soluciones dulces en cautiverio.

## Usos alimentarios
En algunas zonas de la Cuenca de México como Chalco, Estado de México, así como en Temixco, Morelos (especialmente en las cercanías del río Tembembe) y Tenejapa, Chiapas, en México, se consumen sus larvas, pupas y adultos.
En algunos lugares de Centroamérica, al insecto en estado larvario también se le conoce como merecas. Según videos publicados por blogueros guatemaltecos, es conocido en Guatemala como gusano de río y es comestible.